# کوه والکینشاو
کوه والکینشاو (به انگلیسی: Mount Walkinshaw) یک کوه در ایالات متحده آمریکا است که در شهرستان جفرسون واقع شده‌است. کوه والکینشاو ۲٬۲۴۸٫۸۴ متر بالاتر از سطح دریا واقع شده‌است.